# Le Malzieu-Ville
Le Malzieu-Ville (közhasználatú nevén Malzieu, okcitán nyelven Lo Marajiu) egy község Franciaországban, Lozère megye északnyugati részén. 2011-ben 837 lakosa volt. Malzieu központi település, a Malzieu-i kanton központja.

## Fekvés
Le Malzieu-Ville a Margeride-hegység nyugati lábánál fekszik, a Truyère jobb partján a Galastre patak torkolatánál, Saint-Chély-d’Apchertől 10 km-re északkeletre. Tengerszint feletti magassága 826 és 1063 m között változik. Verdezun tartozik hozzá. Keletről Le Malzieu-Forain, északról Saint-Léger-du-Malzieu, nyugatról Saint-Pierre-le-Vieux községekkel határos. Délről rövid szakaszon Prunières község is határolja.
Le Malzieu-Ville-t a D989-es út Saint-Chély-d´Apcher-ral és a Margeride gerincén áthaladva Saugues-gal (30 km), a D4-es út pedig Saint-Alban-sur-Limagnole-lal (11 km) és Serverette-tel (21 km) köti össze.

## Történelem
A mai Malzieu a római időkben is lakott volt, ekkor Villa Melzio néven szerepel. A szomszédos Verdezunnél valószínűleg római opidium állt. 725 és 735 között szaracén támadások érték. Az első keresztény templomot Saint-Gilles építtette 650 körül. A középkorban a Mercœur-bárók uralták a vidéket, akik kiépítették a ma is álló erődfalakat. Malzieu egyben fontos kereskedelmi központtá is vált, a 14. században már városi önkormányzattal rendelkezett, melynek élén a konzulok álltak.
A várost 1573-ban megtámadták a hugenották, akik elpusztították román templomát (mely 1582-re újjáépült). 1632-ben súlyos pestisjárvány pusztított, melyben a lakosság 4/5-e életét vesztette. A tűzvésszel párosult járvány után újjáépítették a várost, az óváros épületeinek nagy részét ekkor építették itáliai mesterek. 1790-ben a keletre elterülő, mezőgazdasági jellegű területek elszakadtak a várostól, megalakítva Le Malzieu-Forain községet. 1813-ban létesítették a Foirail-teret a hetipiacok számára. 1831-ben Verdezun községet Malzieu-höz csatolták. 1868-1935 között téglagyára is volt. 1908-ban Verdezunnél kis vízierőművet építettek. 1993-ra az óvárost teljesen helyreállították.

### Demográfia
| Év   | Lakosság |
| ---- | -------- |
| 1793 | 1014     |
| 1851 | 1087     |
| 1876 | 966      |
| 1901 | 1022     |

| Év   | Lakosság |
| ---- | -------- |
| 1936 | 904      |
| 1946 | 860      |
| 1954 | 772      |
| 1962 | 802      |

| Év   | Lakosság |
| ---- | -------- |
| 1968 | 794      |
| 1975 | 874      |
| 1982 | 924      |
| 1990 | 947      |

| Év   | Lakosság |
| ---- | -------- |
| 1999 | 970      |
| 2010 | 881      |

## Nevezetességek
- A várost épen maradt középkori városfal veszi körül.
- Saint-Hippolyte-templom - mai formájában 1882-ben épült.
- Saint-Laurent-templom - Verdezunben található, a 12. században épült román stílusban.
- Menhir de Mazeyrac
- a Saint-Chélybe vezető út mellett áll a 17. századi ispotály épülete, melyet a 19. században kápolnává alakítottak át.

## Híres emberek
- Louis Bertrand Pierre Brun de Villeret (1773–1845) generális itt született.
- Louis Jean Baptiste d'Aurelle de Paladines (1804–1877) generális itt született.

## Képtár

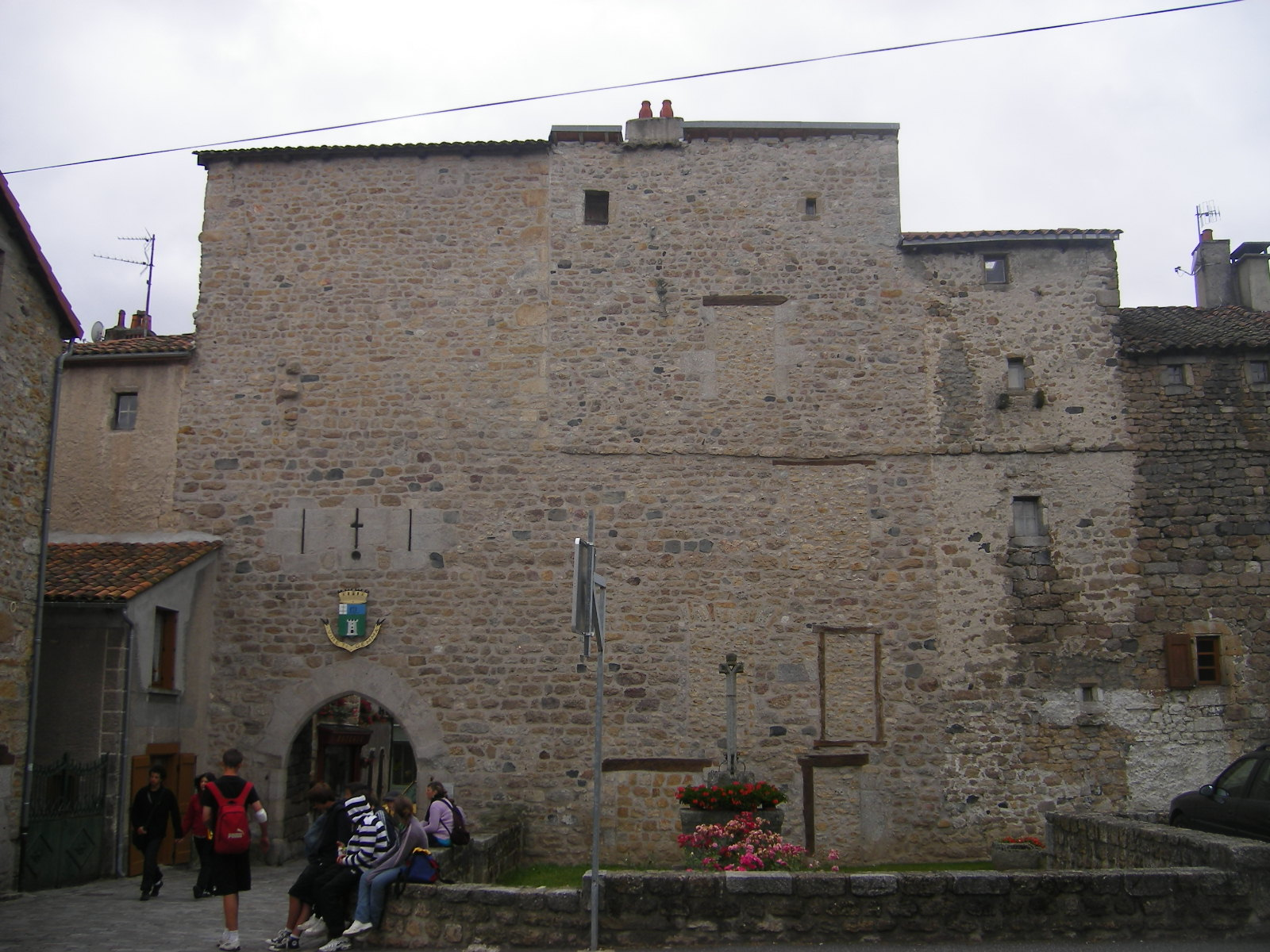
Középkori városfalak
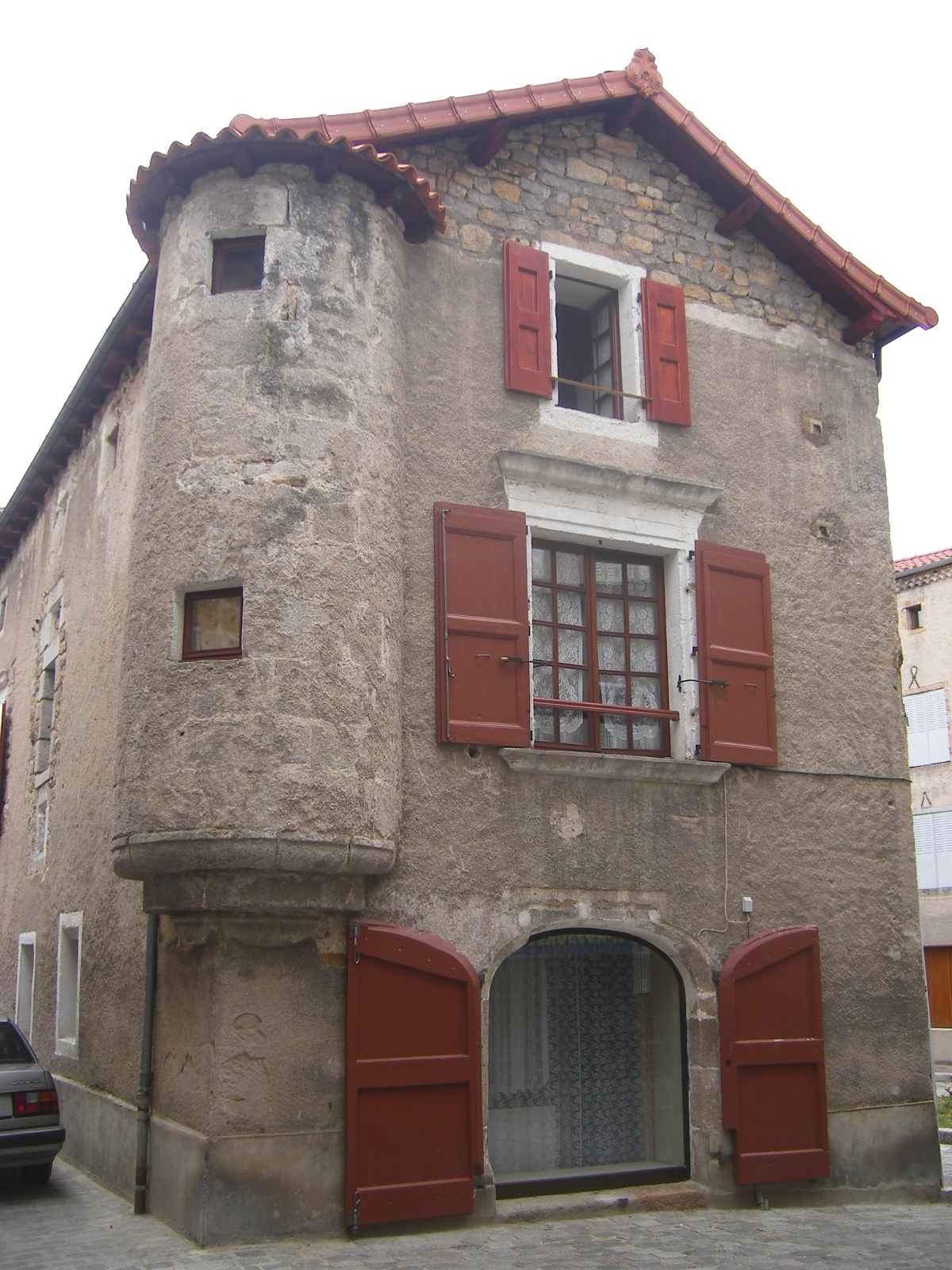
Régi ház Malzieu óvárosában
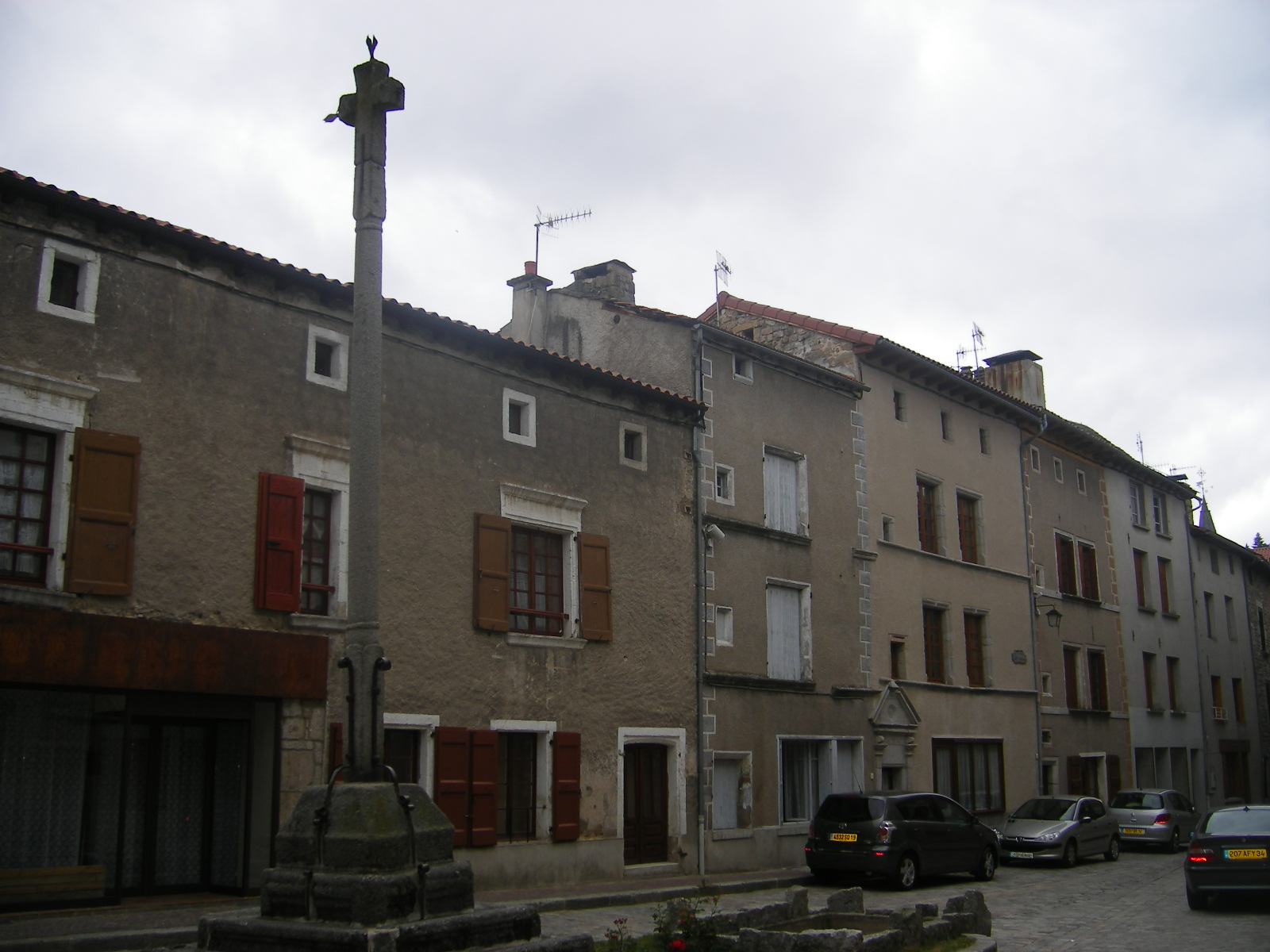
Malzieu óvárosa
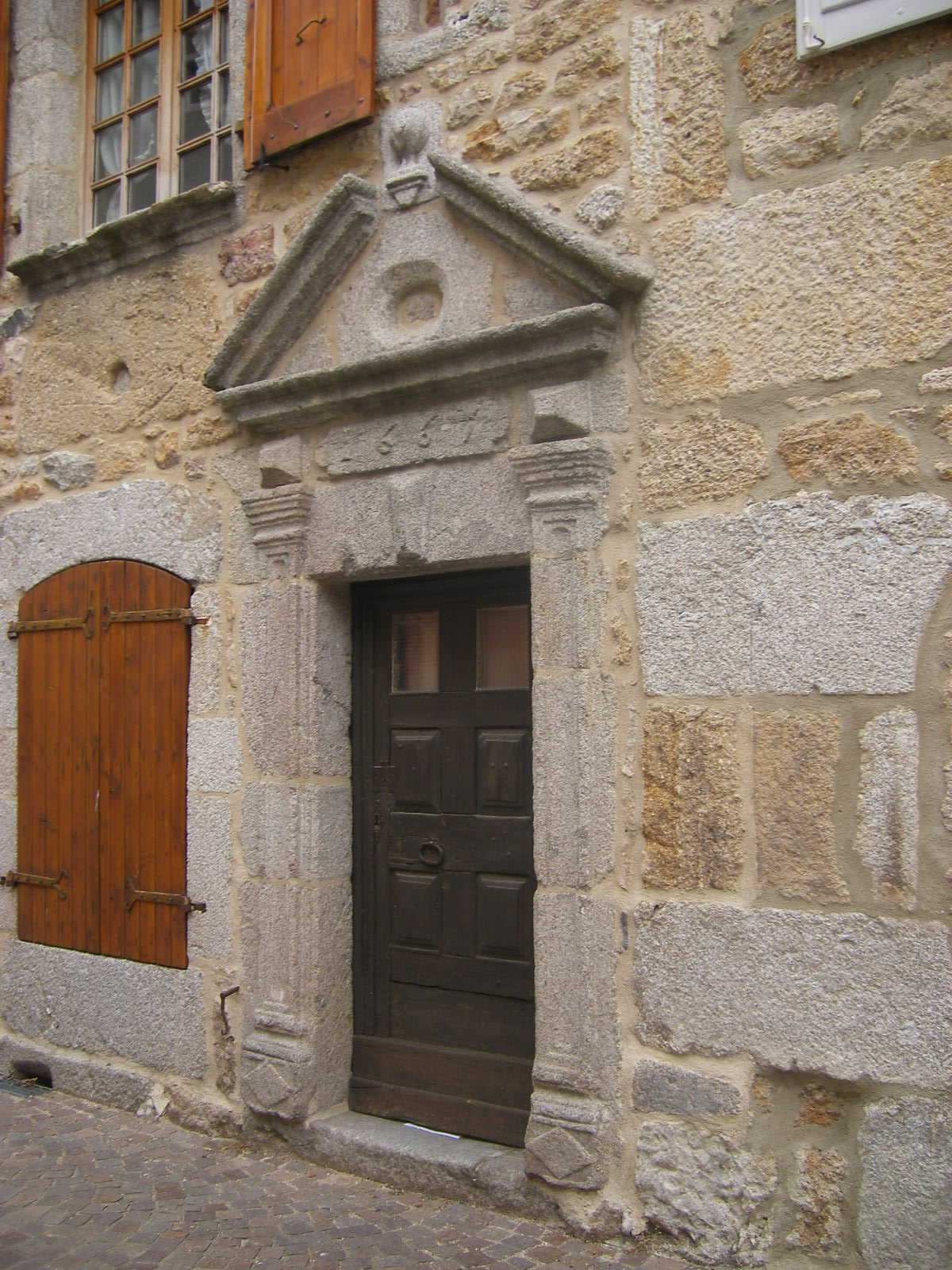
1667-ből származó kapu a Fleury utcában
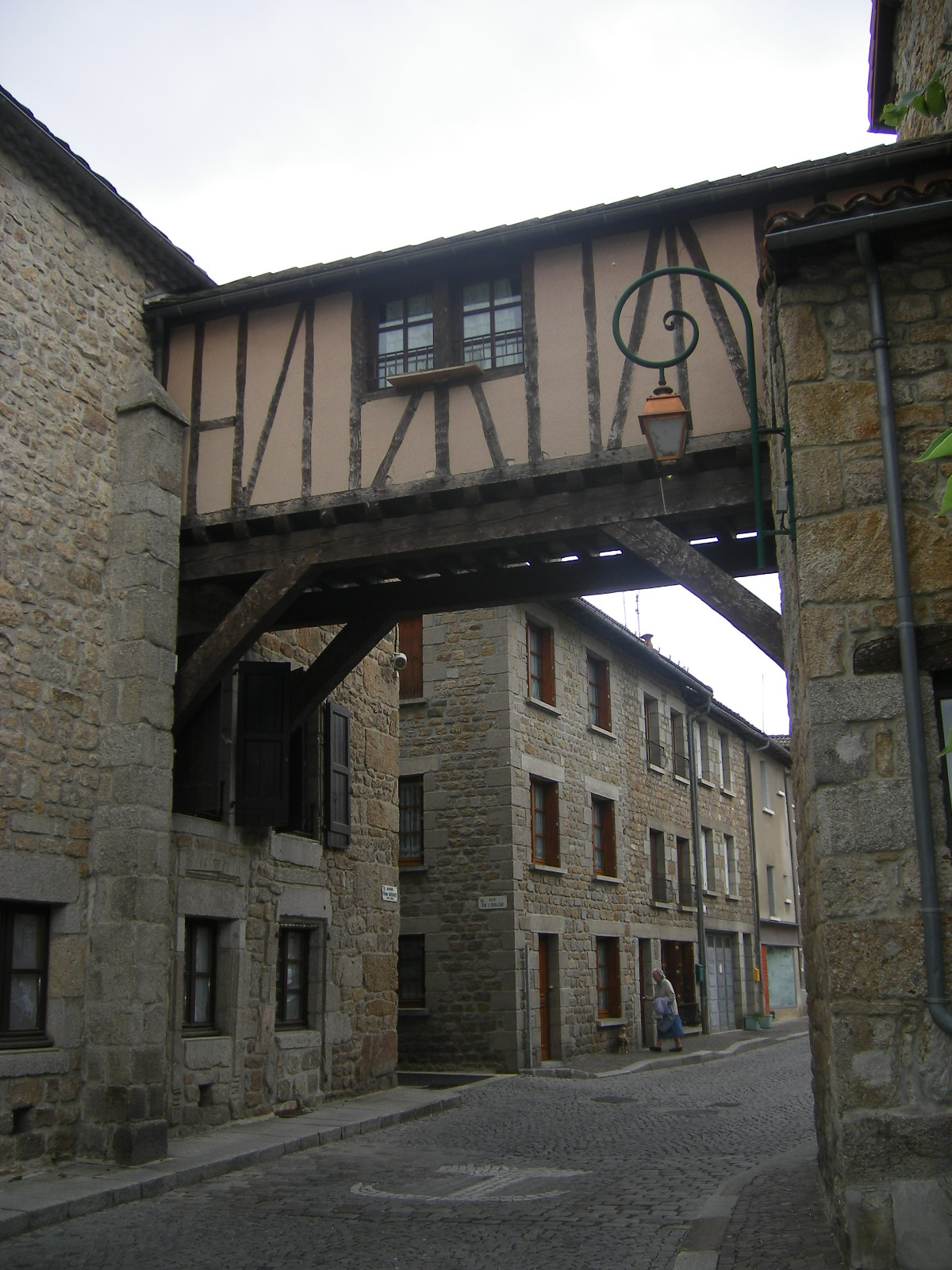
Malzieu óvárosa
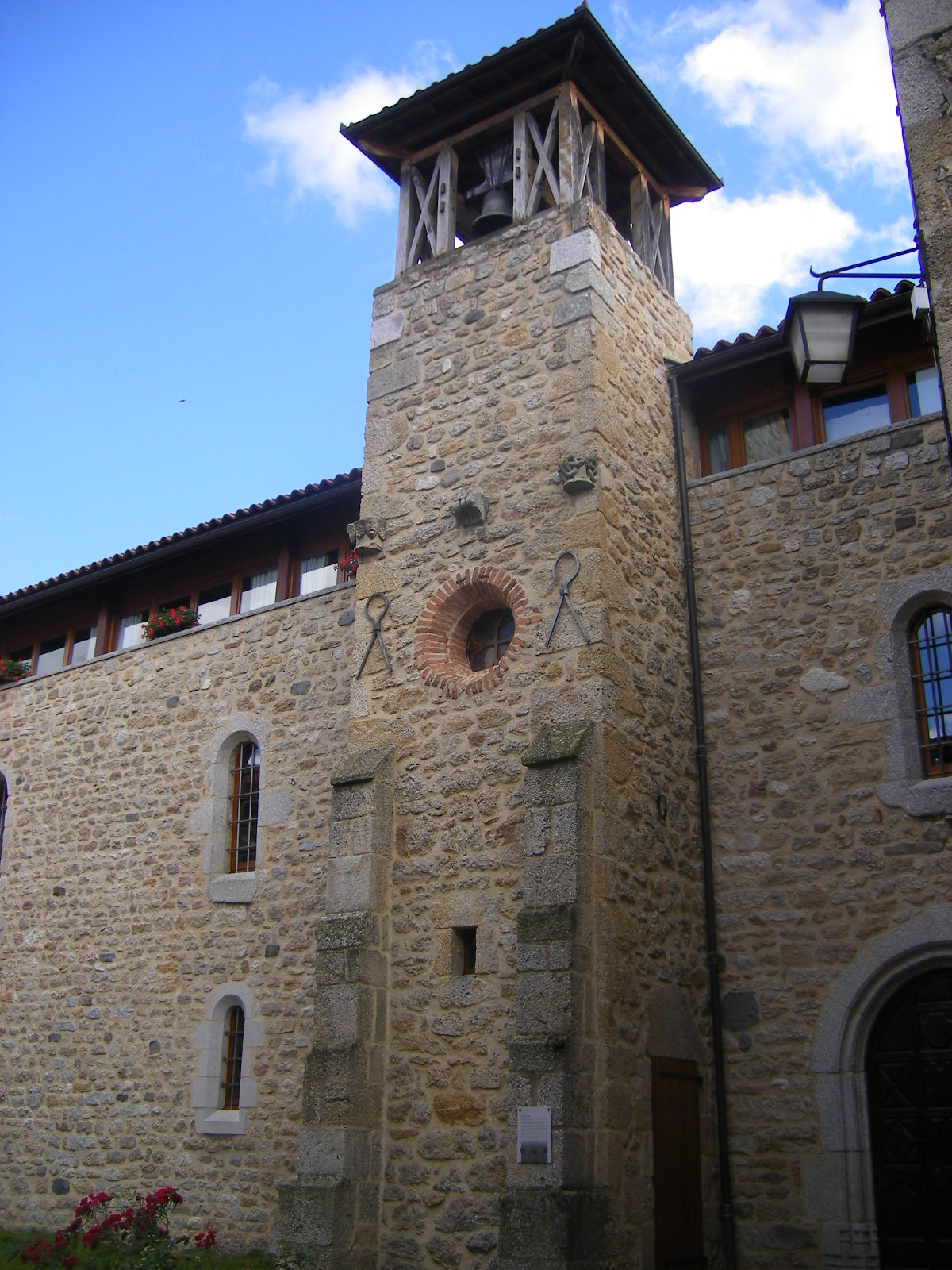
Malzieu óvárosa
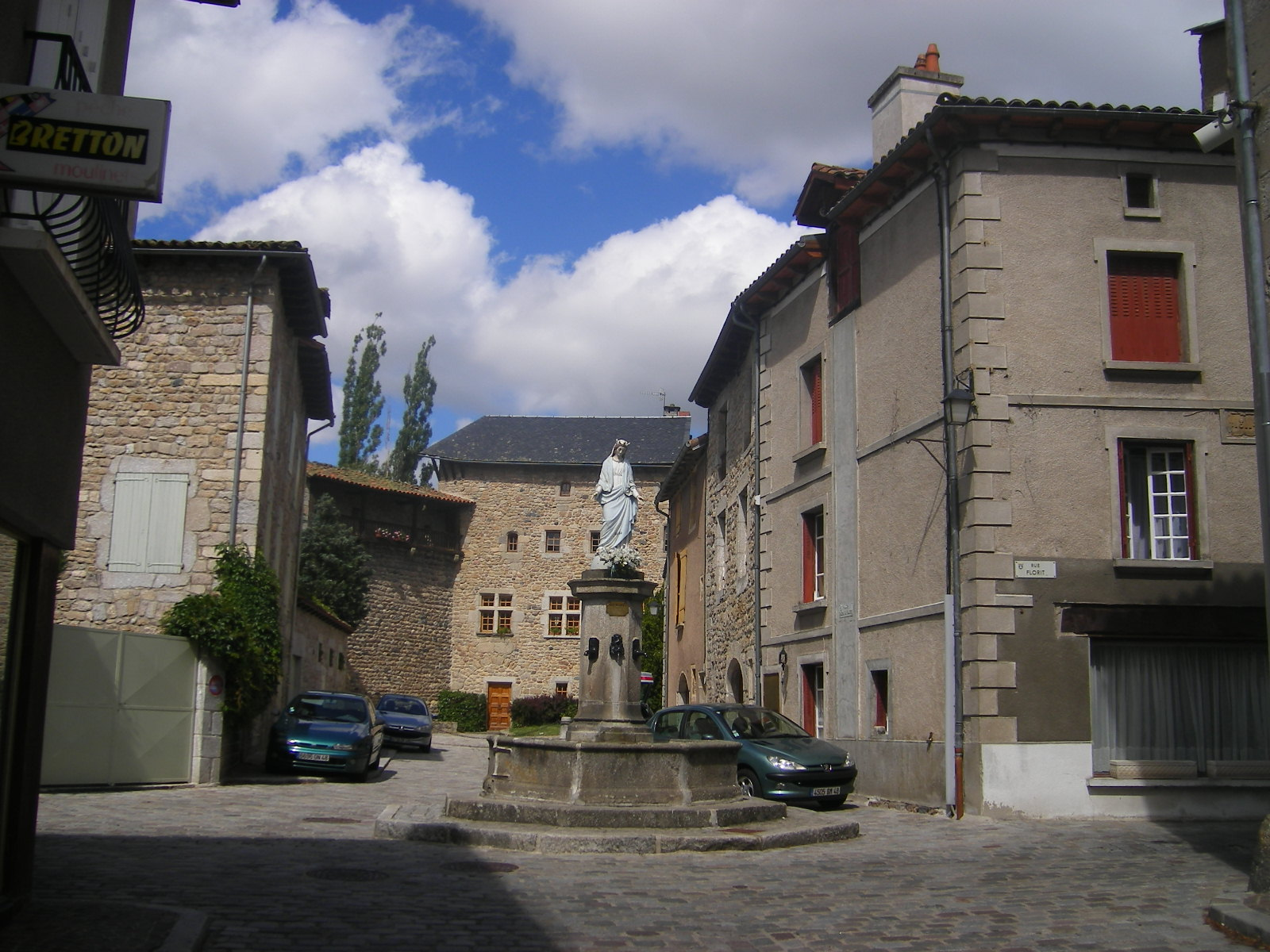
Malzieu óvárosa
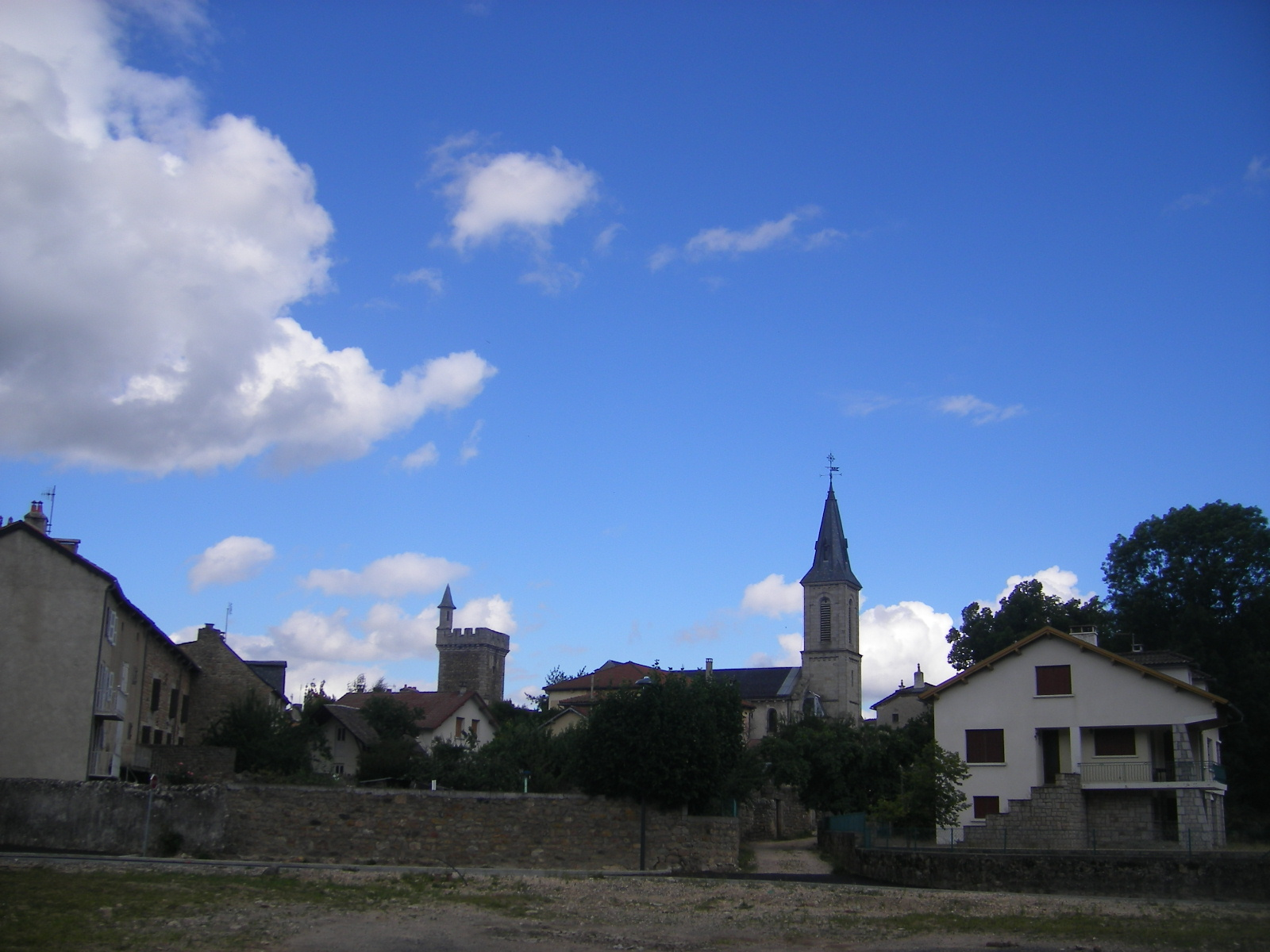
Malzieu látképe
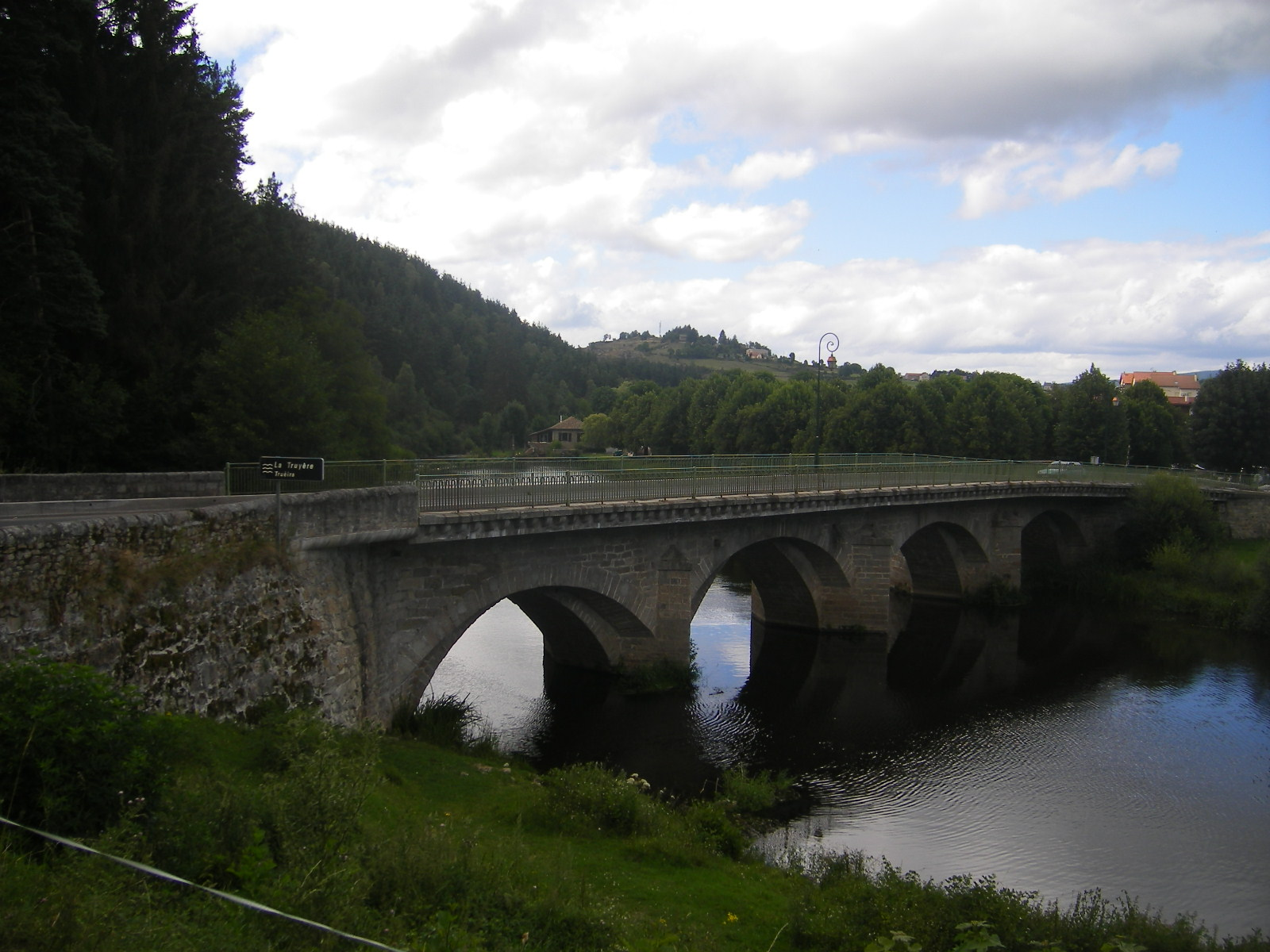
Híd a Truyère-en
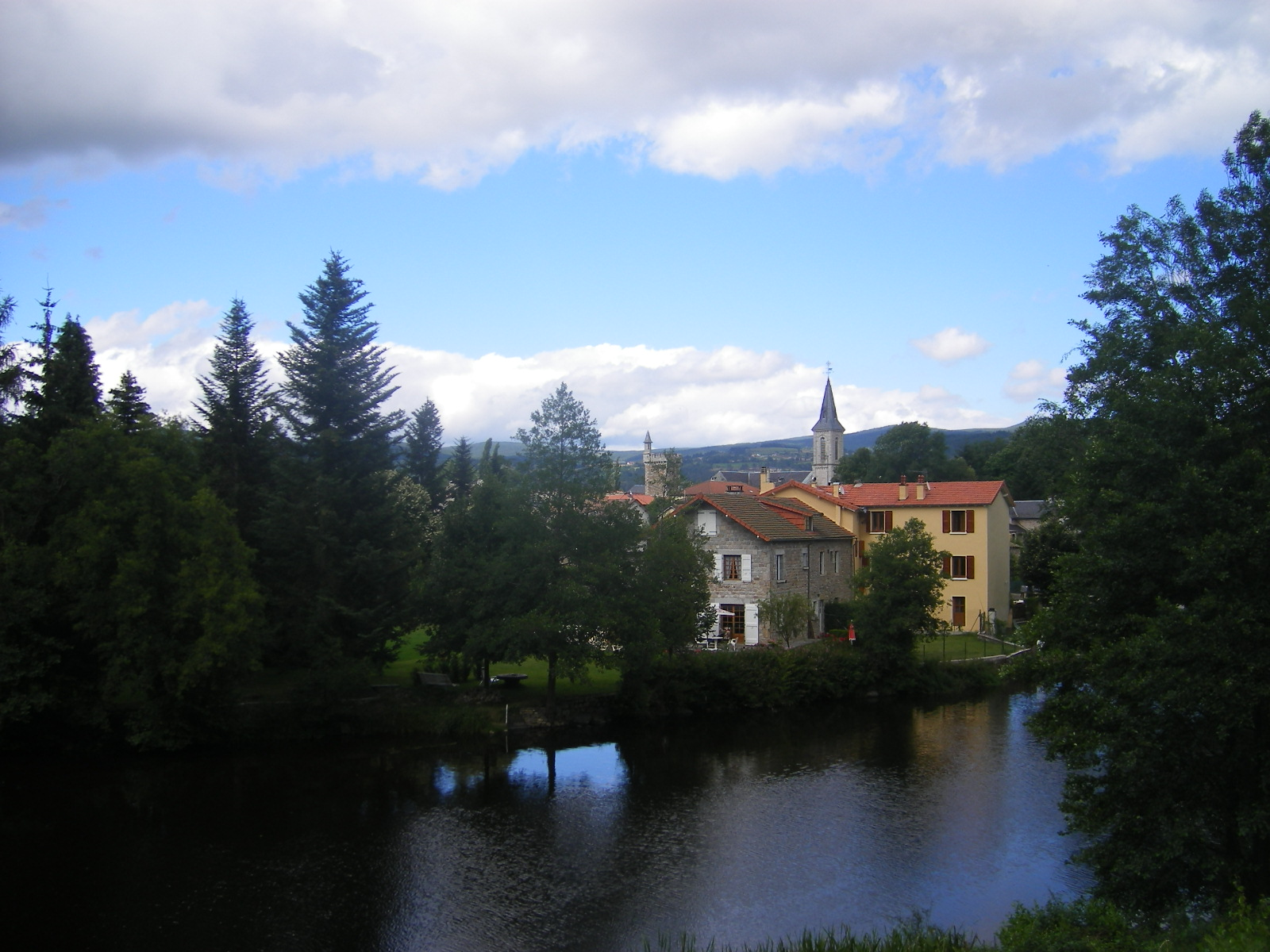
Malzieu és a Truyère-folyó
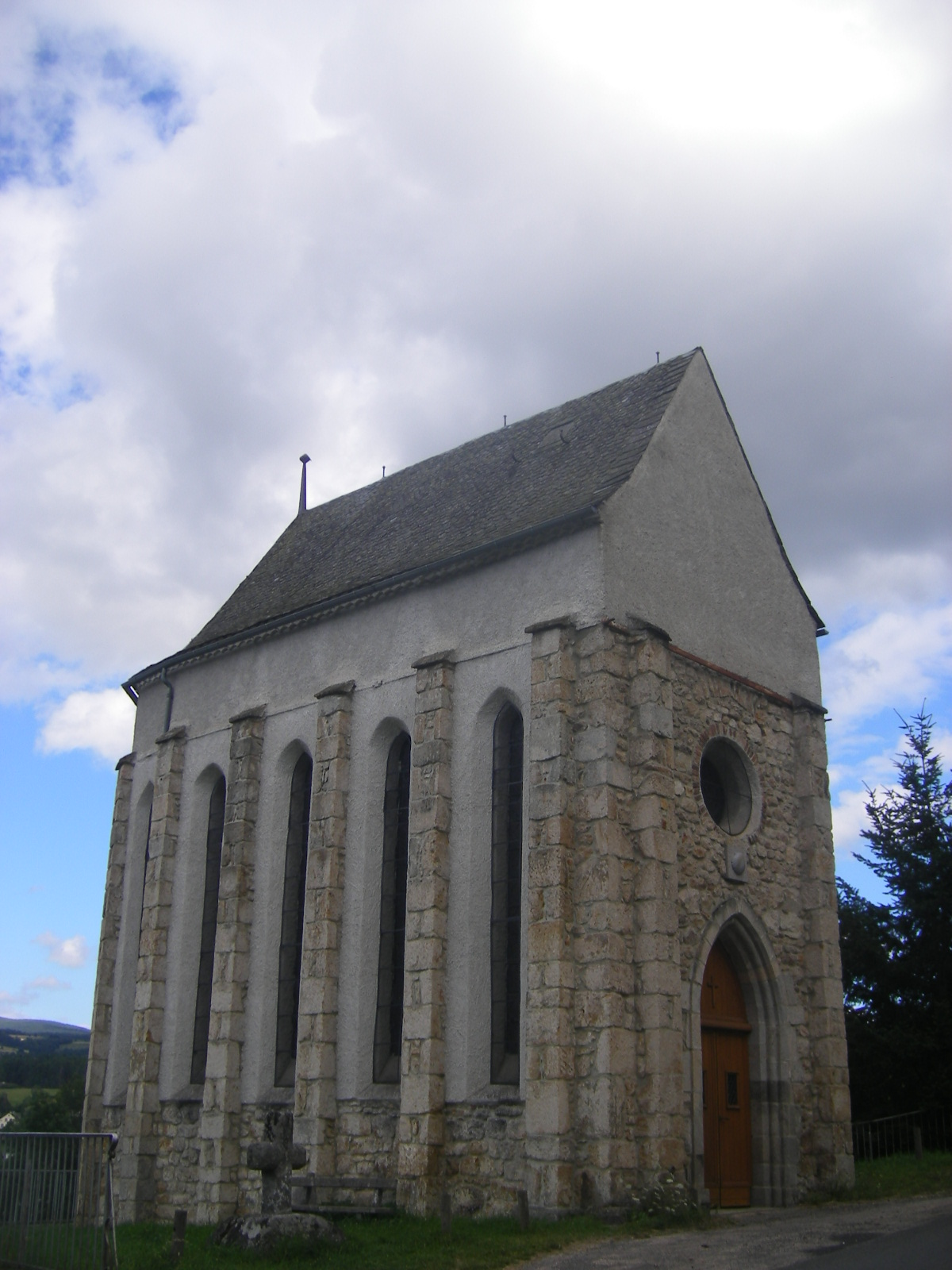
A régi ispotály épülete
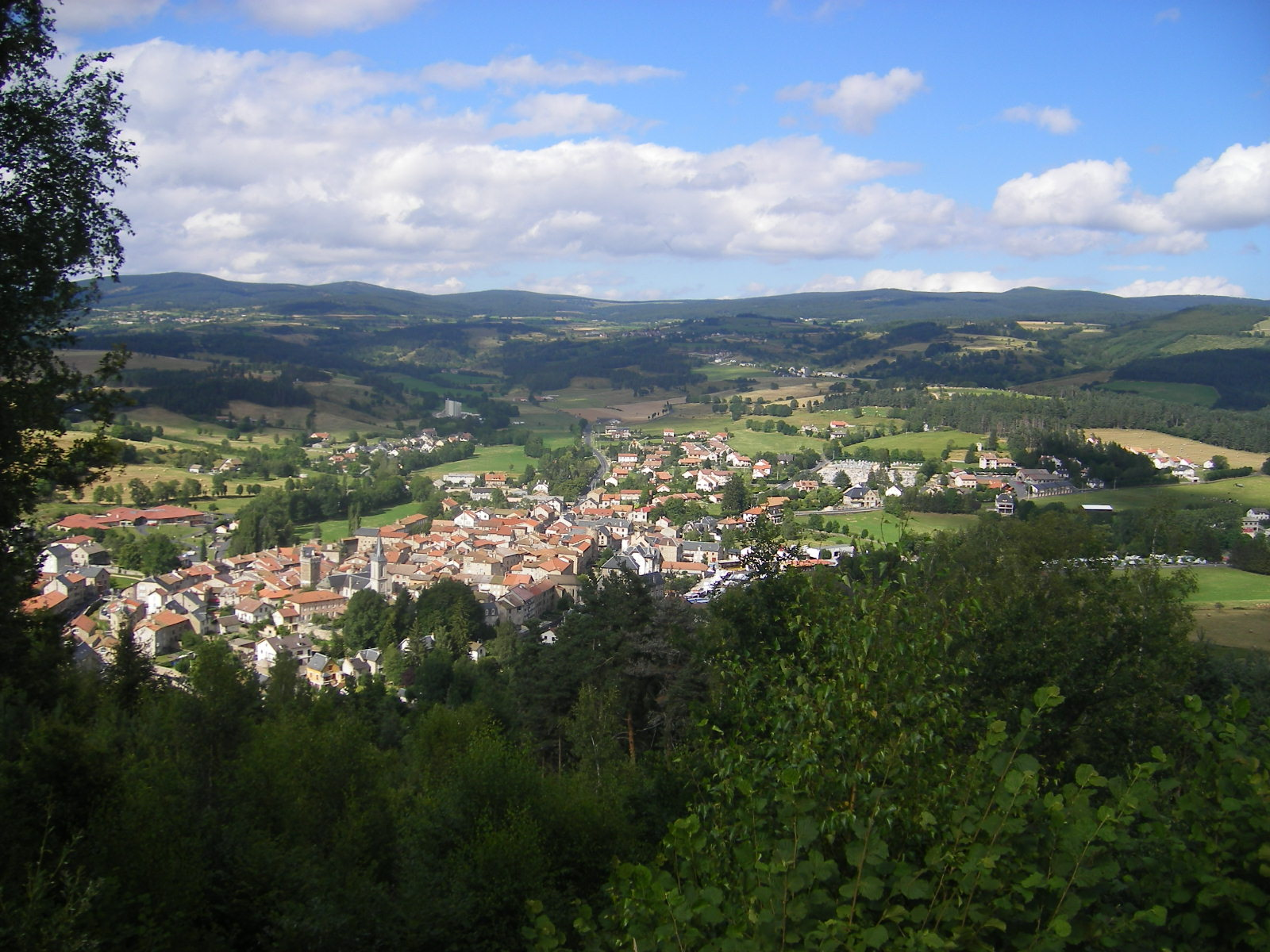
Malzieu látképe délről, háttérben a Margeride-hegységgel

## Kapcsolódó szócikk
- Lozère megye községei